# Gerhard (dibuixant)
Gerhard   (Edmonton, 14 d'abril de 1959) és el nom professional d'un artista canadenc conegut per les il·lustracions de fons elaborades i detallades de la sèrie de còmics Cerebus the Aardvark.

## Biografia
Gerhard va néixer el 14 d'abril de 1959 a Edmonton. La seva associació amb Cerebus de Dave Sim va començar amb el número 65 (agost de 1984), i va continuar fins a la seva conclusió al número 300, el març de 2004. La sèrie va ser escrita per Dave Sim, qui també va dibuixar les figures en primer pla i havia treballat en la sèrie autopublicada principalment en solitari durant els primers 64 números. Gerhard va descriure en broma la seva feina dient que "dibuixa taules i cadires darrere d'un aardvark".
Tres anys després d'acabar el seu treball a Cerebus, Gerhard va acabar la seva relació professional i personal amb Dave Sim. Posteriorment, Sim ha estat en el procés de comprar la part de Gerhard de Aardvark-Vanaheim.
Encara que més associat amb Cerebus, Gerhard ha produït obres per a altres publicacions, encara que sobretot amb Sim. El setembre de 1994, però, va treballar amb Stephen R. Bissette a la portada del Tyrant número1 de Bissette, i va acolorir la contraportada de Sim per a Oni Press' Free Speeches número 1 (agost de 1998).